# Футани
Футани је насеље у Италији у округу Салерно, региону Кампанија.
Према процени из 2011. у насељу је живело 889 становника. Насеље се налази на надморској висини од 445 м.

## Становништво
| 1951. | 1961. | 1971. | 1981. | 1991. | 2001. | 2011. |
| ----- | ----- | ----- | ----- | ----- | ----- | ----- |
| 1.627 | 1.587 | 1.560 | 1.670 | 1.484 | 1.280 | 1.234 |